# 남부 리틀폴란드의 목조 교회

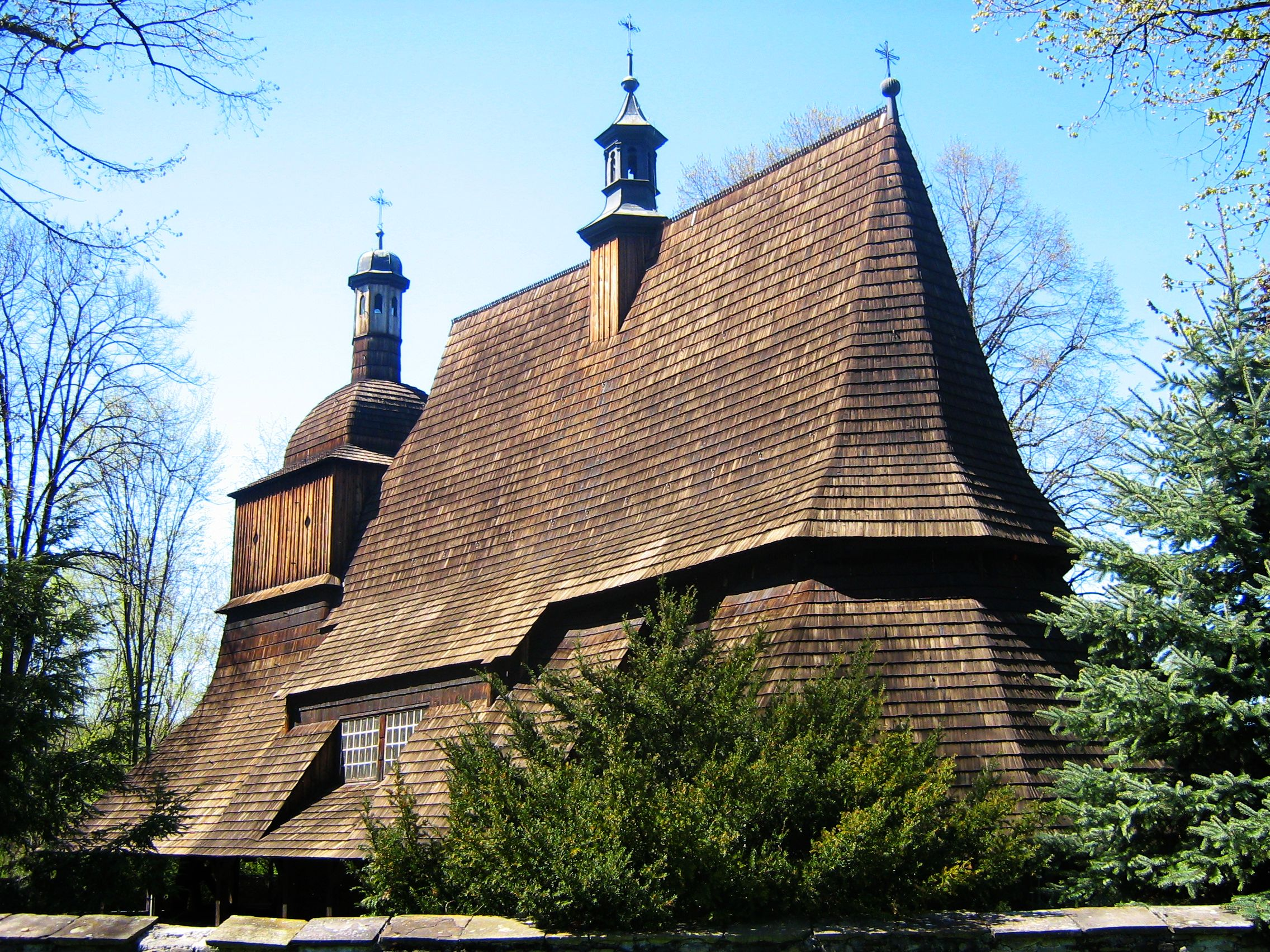
남부 리틀폴란드의 목조 교회

남부 리틀폴란드의 목조 교회(Wooden Churches of Southern Lesser Poland)는 폴란드 마워폴스키에 주에 건설된 목조 교회로, 2003년 세계유산으로 지정되었다.